# Sophie Leblond
Pour les articles homonymes, voir Leblond.
Sophie Leblond est une monteuse et scénariste québécoise.

## Filmographie

### Comme monteuse
- 1995 : Zigrail
- 1997 : Pâté chinois
- 1998 : Un 32 août sur terre
- 1999 : Les Siamoises (TV)
- 1999 : Décharge
- 2000 : From the Big Bang to Tuesday Morning
- 2000 : La Moitié gauche du frigo
- 2001 : Un crabe dans la tête
- 2002 : Mission banquise: le voyage immobile (TV)
- 2003 : Wildlfowers
- 2004 : Le Golem de Montréal
- 2005 : Familia
- 2006 : 120 Seconds to Get Elected
- 2007 : Panache
- 2007 : Continental, un film sans fusil
- 2007 : Un cri au bonheur
- 2008 : Sunday Afternoon
- 2008 : Next Floor
- 2008 : All That She Wants
- 2009 : H2Oil
- 2011 : En terrains connus
- 2011 : Seven Sins: Pride
- 2011 : Rated R for Nudity
- 2011 : À St-Henri, le 26 août
- 2012 : Inch'Allah
- 2012 : Sept heures trois fois par année
- 2013 : Cochemare
- 2014 : Tu dors Nicole
- 2014 : Sound Asleep
- 2014 : 2 temps, 3 mouvements
- 2015 : Hell Runs on Gasoline!
- 2015 : Pinocchio
- 2015 : Endorphine
- 2016 : Gatekeeper
- 2017 : Synesthesia
- 2017 : Nous Sommes le Freak Show
- 2018 : Trois pages
- 2019 : Kuessipan
- 2019 : Alexander Odyssey (Alexandre le fou)
- 2022 : Viking de Stéphane Lafleur

### Comme scénariste
- 1995 : Zigrail

## Distinctions

### Récompenses
- 2002 : prix Jutra pour le meilleur montage : Un crabe dans la tête
- 2023 : Iris du meilleur montage : Viking

### Nominations
- 1998 : prix Jutra pour le meilleur montage : Un trente-deux août sur terre
- 2001 : prix Jutra pour le meilleur montage : La Moitié gauche du frigo